# Морхаус, Тимоти
Тимоти Фрэнк Морхаус (англ. Timothy Frank Morehouse, род. 29 июля 1978, Нью-Йорк, Нью-Йорк) — американский фехтовальщик-саблист, чемпион Панамериканских игр, призёр Олимпийских игр.

## Биография
Родился в 1978 году в Нью-Йорке. В 2008 году стал обладателем серебряной медали Олимпийских игр в Пекине в командном первенстве, а в личном первенстве был 22-м. В 2011 году завоевал золотую и серебряную медали Панамериканских игр. В 2012 году принял участие в Олимпийских играх в Лондоне, но там американские саблисты стали лишь 8-ми, и в личном первенстве он тоже был лишь 8-м.